# Az iskolai szociális munka pécsi modellje
Az iskolai szociális munka pécsi modellje egy az INDIT közalapítvány által létre hozott modell, amit Pécsen fejlesztettek ki. E modell célkitűzése, hogy a diákokat segítsék a szociális kompetencia kialakításában. Az iskolai szociális munkás ebben a modellben a gyermekkel, a családdal és az iskolával egyaránt kapcsolatban áll. Ennél a Magyarországon eddig nem alkalmazott modellnél (ún. pécsi modell) az iskolai szociális munkás fenntartója egy, az iskolától független civil szervezet lett, amely az iskolai szociális munkásokat hálózatba fogja össze, közös csapatokkal és felügyelettel támogatja szakmai munkájukat. A szociális munkások egy iskolában dolgoznak főállásban, az iskolában töltik munkaidejük jelentős részét, csak családlátogatás vagy esetmenedzselési, kísérési feladatok, valamint stáb megbeszélések kapcsán vannak távol. Az iskolában saját iroda áll rendelkezésükre, hogy az iskola közösségének résztvevői legyenek, akit mindenki úgy ismer mint az iskola saját segítőjét. (Felvinczi 2007:38).

## Története
A pécsi modell kialakulásának lényeges állomása volt, hogy az INDIT Közalapítvány munkacsoportja megismert Pécsett és Baranyában már jól működő iskolai szociális munka szolgáltatásokat, sőt 2003-ban a prevenciós  teamhez csatlakozott iskolai szociális munkás, illetve más gyermekvédelem területén dolgozó szakember is. Ezt követően egyre több pécsi szakmai fórumon vetődik fel az iskolai szociális munka alkalmazásának szükségessége: KEF, Gyermekvédelmi Szakmai Műhely, Szociálpolitikai Kerekasztal.
Szintén jelentős szerepet játszott a program létrejöttében a 2004-ben elkészült, a pécsi iskolákban folyó gyermekvédelmi tevékenységet, illetve az iskolai szociális munka helyi lehetőségeit vizsgáló Tihanyi – Gergál-féle kutatás. A kutatás szerint a megkérdezett pedagógusok 60%-a szükségesnek érzi egy szociális szakember jelenlétét az iskolában, sőt nagyrészük (74%), ha tehetné, heti rendszerességgel konzultálna is vele. A vizsgálat továbbá azt is kimutatta, hogy a gyermek- és ifjúságvédelmi felelősök örülnének annak, ha ezt a munkakört szakmai felkészültséggel rendelkező szociális munkások töltenék be, sőt 50%-uk a szociális szakemberek javára le is mondana e tevékenységéről (Tihanyi 2004:53). Az INDIT Közalapítvány állt élére az iskolai szociális munka elterjesztését célzó kezdeményezéseknek.
A program a 2006/2007-es tanévben indult három pécsi középiskolában, majd további három közoktatási intézménnyel bővült a 2008/2009-es tanévtől: egy 8 osztályos gimnázium, egy általános iskola és egy  szakiskola csatlakozott a programhoz, így az INDIT Közalapítvány Iskolai Szociális Munkás Hálózata jelenleg hat iskolában alkalmaz főállású iskolai szociális munkásokat.

### Az INDIT Közalapítvány
Az INDIT Közalapítvány egy olyan integrált terápiás rendszer, amely több intézmény (drogprevenciós- és képzési központ, szenvedélybetegek nappali intézménye, drogambulancia, drogrehabilitációs otthonok, félutas házak), alacsonyküszöbű, közösségi szolgáltatások, megkereső programok (TÉR Közösségi Szolgálat, utcai szociális szolgálatok, Alternatíva Ifjúsági Iroda, Bulis Segély Szolgálat) és kapcsolódó munkacsoportok, egyesületek (Drogprevenciós Munkacsoport Egyesület, Iskolai Szociális Munkás Hálózat, Mérföldkő Egyesület) összességéből tevődik össze. Szem előtt tartja a szenvedélybetegség megoldásának komplex szükségességét, a különböző szintek és szolgáltatások átjárhatóságát, az igények szerinti legmegfelelőbb szolgáltatás minél egyszerűbb elérhetőségét, egyúttal hangsúlyt fektet a megelőzésre és a közösségek attitűdformálására is.
Az ilyen integrált rendszerek horizontális és vertikális szinteken is összefüggő szolgáltatási rendszerük miatt képesek a legmegfelelőbb válaszokat adni a kliens felmerülő problémáira. Intenzívebbek az elérő és megelőző programok, a „terepen” lévő  segítők magabiztosabbak és hatékonyabbak a „mögöttük lévő” lehetőségek hozzáférhetősége miatt is, a kliensek számára megtalálhatók a legadekvátabb válaszok, a kliens kezelésből kiesésének veszélye jelentősen mérséklődhet.
A rendszer egyik sajátossága az, hogy alakítása, fejlődése folyamatosan zajlik, amelynek oka, hogy az addiktológiai problémák is meglehetősen változatos képet mutatnak, amelyre hatékony válaszokat csak biztos szakmai alapokon nyugvó, ugyanakkor nyitott és kreatív team képes adni (Szemelyácz 2005). A nem állami fenntartás is azt szolgálja, hogy gyors, rugalmas és innovatív szolgáltatásokkal operáljon. A rendszer szerkezeti struktúrája egy ún. ellátási piramis mintázatát mutatja. Ezen felépítés révén költséghatékony módon tud megvalósulni a terápiás illeszkedés, illetve a gondozás folyamatossága.

## Az iskolai szociális munka
Magyarországon az 1990-es évek elején induló szociális szolgáltatási forma. „Az iskolai szociális munka olyan tevékenység, amely az iskoláskorú gyerekek képességeinek, lehetőségeinek optimális kibontakozását segíti szociális kapcsolataik, társadalmi integrációjuk javításával”  (Bányai,  2000).
Az iskolai szociális munka célja a gyermek veszélyeztetettségének megelőzése, a családban történő nevelésének elősegítése. Meghatározó a különböző rendszerekben lévő problémák (gyermek, család, gyermekek csoportjai, közösség) komplex módon, a szociális munka eszközeivel történő kezelése. Lényege, hogy preventív jelleggel tud működni. Célja, hogy olyan gyermekek kerüljenek ki az iskola falai közül, akik ismerik magukat és képesek saját és környezetük szociális problémájának megoldására” (MGYSZOE 2005).

## Iskolai Szociális Munkás Hálózat
Az Egészségügyi Világszervezet (WHO) szerint az egészség nem pusztán a betegség hiánya, hanem a testi, lelki és szociális jólléti egyensúly állapota (Ajkai 1996).
Ebből következően a prevenció hagyományos értelmezése egyre inkább visszaszorul. Az egészségfejlesztés célja például a droghasználattal kapcsolatban az ahhoz vezető kockázati tényezők szerepének csökkentése lehet. A legfontosabb protektív faktorok  az önértékelést, a személyes felelősség érzés, és annak a meggyőződésnek a megléte, hogy a fiatal képes akarata, vágyai megvalósítására. Ezek kialakulhatnak iskolai sikerek kapcsán, vagy a magánélet fordulópontjainak pozitív felhasználásakor, illetve biztonságos és támogató személyes kapcsolatrendszer mellett (Rácz 2001: 57-62). A program az említett protektív tényezőket kívánja biztosítani.
Átfogó, professzionális, segítő jelenlétre van szükség. A szociális munkás professzió egyik lényegi eleme a multidiszciplinaritás. Makroszinten egyre elfogadottabb nézet, hogy a tanító, oktató iskola modellje megmaradt tartalmában, de lassan módosul (Buda 2000, Gyenge 2000). Ma lényegesen többet kellene megtanítani, mint korábban. A tanulási és az oktatási követelményeknek súly növekedett, az iskola maga is stresszforrás, potenciálisan lelki károsító tényező. Nemcsak az iskola és a társadalom viszonya változik, az individualizációval elkezdődött az iskolai kortárscsoport szocializációs szerepének növekedése és a család nevelő hatásának csökkenése. Az iskola maradt szinte az egyetlen intézmény, ahol a gyerekre irányuló hatások szabályozhatóak (Buda 2000:17).
A program szemléleti az iskolai szociális munka 1960-as évek végén az Amerikai Egyesült Államokban kialakuló, Anderson által tipizált modelleket:
- Hagyományos klinikai modell: alapvető feltételezése, hogy a gyermek, illetve családja diszfunkcionális, problémás, ezért az iskolai szociális munkás esetkezelést végez velük. Célja egy támogató együttműködés kialakítása. Az iskolával kevésbé foglalkozik.
- Iskola változtató modell: célja, hogy azonosítsa és megváltoztassa a diszfunkcionális iskolai normákat és körülményeket.
- Közösségi iskolai modell: a hátrányos helyzetű közösségeket tekinti célpontnak, melyek szerinte félreértik az iskolát és nem bíznak benne.
- Társadalmi kölcsönhatás modell: főként az egyének és csoportok tetteinek kölcsönhatására figyel, a beavatkozás célpontjai elsősorban a felek közötti kölcsönhatások fajtája és minősége.

Ezen modellek fejlődésének indultak az 1980-as években Németországban. A gyermekekre orientálódó iskolai szociális munka preventív jelleggel próbál a gyermek problémáira megoldást találni. Az iskolai szociális munka önálló intézményként cselekszik. A családdal való szoros kapcsolattartás jellemzi gyakori családlátogatással.
Ez a szemlélet hatott a pécsi modell kialakítására, ahogy az 1990-es évek derekán létrejövő, elsősorban Florance Costin nevéhez kötődő ökológiai modell is. E modell célkitűzése, hogy a diákokat segítsék a szociális kompetencia kialakításában, az iskolát pedig érzékennyé tegyék a gyermek szükségletei iránt. A szociális munkás ebben a modellben a gyermekkel, a családdal és az iskolával egyaránt kapcsolatban áll, az egészre koncentrál, egyszerre veszi tekintetbe a környezet és a személyiség komplexitását. Alapvetően tehát az egészségre összpontosít, a rendelkezésre álló progresszív erőforrások felkutatására és alkalmazására törekszik annak érdekében, hogy a környezeti akadályok pozitív irányú átalakítását elősegítse (Costin idézi Balikó 2000). A pozitív életstílus kialakulása a kockázati tényezők mérséklésével és a védő tényezők felerősítésével támogatható. Magyarországon a fiatalokat érintő számos kockázati tényezővel szemben szinte alig lelhető fel védő tényező. Ezért a program elsődleges célkitűzése volt, hogy iskolai szociális munkásokat alkalmazzon pécsi közoktatási intézményekben.
A modern ökológiai szemlélet integrálja az itt már említett védő és kockázati tényezők elméletet, illetve a reziliencia (rugalmas ellenállási képesség) jelenség kapcsán az elmúlt két évtizedben született kutatásokat. A reziliencia az alkalmazkodás sikeres módja. A stresszre adott adaptív válaszokat foglalja magába, a környezeti erőforrások kiaknázására való képességet jelenti (Wang–Haertel–Walberg 1999, idézi Gleason–Erin T 2007). A reziliencia kifejezés az egyén, a család és a környezet olyan jellemzőire vonatkozik, amelyek lehetővé teszik a gyermek számára, hogy megbirkózzon a bizonytalan helyzetekkel (Fergus-Zimmerman 2005, idézi Gleason–Erin T 2007). Az iskolai reziliencia elmélete szerint a család, az iskola, a kortárscsoport és a tágabb közösség egymást átfedő közegei összefüggenek egymással, és mind befolyásolják a tanulást (Gleason–Erin T 2007).

## Szolgáltatások

### Egyéni esetkezelés és tanácsadás
- tanácsadás tanulóknak, az iskolai és egyéb élethelyzetek nehézségeiben;
- tanácsadás tanár-diák konfliktusban;
- tanácsadás pályaválasztásnál, iskola befejezésénél;
- ügyintézés, szociális problémák rendezéséhez nyújtott segítség, pályázati tanácsadás;
- tanácsadás szülőnek gyermeke iskolai nehézségeinek megoldásában, illetve nevelési-életkérdésekben;
- diákok-szülők delegálása különböző szakszolgálatokhoz (speciális tanácsadóhelyek, ifjúsági irodák, gyámügy, munkaügyi hivatal, drogambulancia stb.);
- tanácsadás és közvetítés szülő-gyerek kapcsolatban.

### Családokkal végzett szociális munka
- tanácsadás családoknak iskolai és egyéb életkérdésekben;
- részvétel a szülő-tanár megbeszéléseken;
- szülői értekezleten való részvétel.

### Szociális csoportmunka
- szociális csoportmunka vegyes, illetve specifikus csoportokban;
- osztályközösségek támogatása csoport-módszerekkel;
- diákszemináriumok különböző témákban;
- pályaorientációs csoportok.

### Közösségi szociális munka
- diákönkormányzattal való együttműködés;
- együttműködés az adott városrész ifjúságsegítő csoportjával;
- együttműködés a szülői munkaközösségekkel;
- különböző kommunikációs lehetőségek bevezetése, szervezése diákok számára (diák teázó, filmklub);
- programok tervezése és szervezése a szabadidő eltöltésére, illetve egymás támogatására;
- részvétel az iskolai túrákon, osztálykirándulásokon, projektekben és pedagógiai napokon;
- információs rendezvények megvalósítása tanároknak.

A program során az iskolai szociális munka célcsoportjai: tanulók, a tanulók családjai, illetve általánosságban mindenki, aki az iskolával, vagyis az iskoláskorú gyermekkel kapcsolatban áll.
A pécsi modell keretében a szociális munkamódszerek közül az alábbi metódusokat alkalmazzák: egyéni esetkezelés (konzultáció, tanácsadás); csoportmunka (csoporttagok oktatása, társas kapcsolataik elősegítése, ill. prevenciós tevékenység); közösségi szociális munka.

## Összegzés
- A munkáltató – mind az iskolától, mind a gyermekjóléti rendszertől – független civil szervezet (függetlenség). Előnye: a szakmai munkát nem befolyásolják terhelő alá- és fölérendeltségi viszonyok.
- Az iskolai szociális munkások hálózatban működnek, amely szakmai kontrollt és támaszt biztosít. Az iskolákban folyó hatékony segítő tevékenység érdekében heti rendszerességgel esetmegbeszélő stábokat tartanak, amelynek célja a szakmai támogatás, emellett ún. bővített, illetve nyitott esetmegbeszélőket is szerveznek havi rendszerességgel.
- Az iskolai szociális munkások egy iskolában dolgoznak főállásban, ott töltik munkaidejük jelentős részét, csak családlátogatás vagy esetmenedzselési, kísérési feladatok, valamint stáb megbeszélések kapcsán vannak távol. Az iskolában saját iroda áll rendelkezésükre (számítógép, közvetlen telefonálási lehetőség). Ezzel a diákok számára egyfajta könnyen elérhető, segítséget és érzelmi támaszt nyújtó felnőtt segítő tud lenni.
- Az egységes szemlélet ugyanakkor nem zárja ki, hogy az egyes iskolákban más munkamódszer kapjon prioritást.
- A modell erős együttműködéseket alakít ki, az iskolai színtéren kívüli ifjúságsegítő programokkal, sőt több ilyen programot az INDIT Közalapítvány rendszerén belül működtet: Alternatíva Ifjúsági Iroda (Magyarország első, máig működő ún. Pláza programja), Utcai Szociális Szolgálat, Bulisegély Szolgálat.[1] A különféle programok integrált működése tulajdonképpen lehetővé teszi, hogy a szervezet akár az iskolából hosszabb-rövidebb ideig kieső, illetve ott el nem érhető fiatalok számára is képes legyen segítséget nyújtani.
- Egyéni szakmai konzultáció mindegyik iskolában minimum havi rendszerességgel, amely célja a szociális munkások személyre szabott szakmai támogatása.
- A szociális munkások a befogadó iskolában igyekeznek egy egészségfejlesztési munkaközösség tagjaként dolgozni.
- A program lebonyolítása során kiemelt szerepet kap a hatékonyságmérésre való törekvés.
- Programszemléleti kerete: gyermekekre orientálódó iskolai szociális munka,  illetve a modern ökológiai modellekből építkezik. Az iskolai szociális munkás saját módszerein keresztül próbál meg preventív jelleggel a gyermek problémáira megoldást találni. Az iskolai szociális munka önálló intézmény, autonóm módon cselekszik, nincs az iskola vezetésnek alárendelve, független fenntartó finanszírozza, ugyanakkor szupervíziós és esetmegbeszélő csoportok segítségére támaszkodhat. A gyermekkel, a családdal és az iskolával egyaránt kapcsolatban áll, az egészre koncentrál, egyszerre veszi tekintetbe a környezet és a személyiség komplexitását. A szociális munkás munkája során a kliensei erősségére koncentrál, a védőtényezők megerősítésére törekszik, ugyanakkor számol a problémák komplexitásával, és azok kezelésre hívatott szakmák sokszínűségével. A megoldásokat multidiszciplináris team segítségével keresi (tudományosság).

## Lásd még
- Addiktológia

## Külső hivatkozások
- www.peh.hu, Drogból is a legdurvább kell, olvasva: 2009. július 24.[halott link]